# Vinnie Jones
Vincent Peter "Vinnie" Jones (Watford, 5 de janeiro de 1965) é um ator e ex-futebolista britânico. Jones foi representante e capitão da Seleção Galesa de Futebol, foi jogador do Wimbledon Football Club, um clube pelo qual ele jogou bem mais de 200 jogos durante dois períodos, entre 1986 e 1998. Ele também já jogou pelo Chelsea e Leeds United. Jones apareceu no Celebrity Big Brother 2010, onde terminou em terceiro lugar. É conhecido por ser um dos futebolistas mais violentos de todos os tempos, e é também conhecido por ter interpretado o mutante "Fanático" no filme "X-Men: O Confronto Final" (2006).

## Carreira
Começou a sua carreira no futebol em 1984 na Conference National pelo Wealdstone F.C., período em que ele combinou de jogar futebol com ser um pegador de tijolos.
Seu antigo gerente do Wimbledon, Dave Bassett, o contratou para o Sheffield United em sua saída do Elland Road, antes de vendê-lo para o Chelsea, um ano depois. Depois de apenas um ano, em Stamford Bridge, ele estava prestes a voltar para o Wimbledon, onde permaneceu até se tornar treinador do Queens Park Rangers, em 1998, marcando na sua estreia contra o Huddersfield Town. Jones já foi especulado para tomar o cargo vago de gestor do Queens Park Rangers, mas ele falhou.

## Vida pessoal
Durante sua carreira no futebol Jones residia em Dronfield, perto Sheffield. Jones se casou com Tanya Terry (n. 1966-2019), em 1994, em Watford. Ela tem uma filha de seu primeiro marido, o jogador de futebol Steve Terry. Seu filho entrou para o Exército Britânico, completando a sua formação, em agosto de 2008, e serve na Life Guards. Jones, sua esposa e sua filha viveram em Los Angeles.

## Filmografia
- Lock, Stock and Two Smoking Barrels (1998)
- Gone in Sixty Seconds (60 Segundos) (2000)
- Snatch (Snatch - Porcos e Diamantes) (2000)
- Swordfish (A Senha: Swordfish) (2001)
- Mean Machine (Penalidade Máxima) (2001)
- Night at the Golden Eagle (2002)
- The Big Bounce (O Golpe) (2004)
- Tooth (2004)
- EuroTrip (Eurotrip - Passaporte para a Confusão) (2004)
- Blast! (2004)
- Survive Style 5+ (2004)
- Number One Girl (A Intocável) (2005)
- Hollywood Flies (TV) (2005)
- Slipstream (2005)
- Submerged (2005)
- Mysterious Island (TV) (2005)
- Johnny Was (2006)
- Played (2006)
- She's the Man (Ela é o Cara) (2006)
- X-Men: The Last Stand (X-Men - O Confronto Final) (2006) como Cain Marko / Juggernaut
- Garfield: A Tail of Two Kitties (Garfield 2) (2006)
- 7-10 Split (2007)
- Strength and Honor (2007)
- The Riddle (2007)
- The Condemned (Os Condenados) (2007)
- The Midnight Meat Train (2008)
- Hell Ride (2008)
- You May Not Kiss the Bride (2009)
- Escape Plan (Rota de Fuga) (2013)
- Psych (Lock, Stock, Some Smoking Barrels and Burton Guster’s Goblet of Fire) (2014)
- Redirected (Redirecionado) (2014)
- The Musketeers (The Challenge) (2014)